# Флорешть (Унгенський район)
Флорешть (рум. Florești) — село в Унгенському районі Молдови. Входить до складу комуни, адміністративним центром якої є село Бучумень.

## Населення
За даними перепису населення 2004 року у селі проживали 728 осіб.
Національний склад населення села:
| Національність       | Кількість осіб | Відсоток   |
| -------------------- | -------------- | ---------- |
| молдавани румуни     | 707 2          | 97,1% 0,3% |
| українці             | 13             | 1,8%       |
| росіяни              | 2              | 0,3%       |
| болгари              | 1              | 0,1%       |
| інша / без відповіді | 3              | 0,4%       |
| Всього               | 728            | 100%       |